# Empang
Empang est un kecamatan du kabupaten de Sumbawa, sur l’île de Sumbawa située dans la province des petites îles de la Sonde occidentales en Indonésie.